# 施里斯海姆
施里斯海姆（德語：Schriesheim，發音：[ˈʃʁiːshaɪm] ⓘ）是德国巴登-符腾堡州卡尔斯鲁厄行政区莱茵-内卡县的城市，面积31.61平方千米，2023年12月31日人口为15,309人。

## 友好城市
- 法國 于泽斯（1984年）